# V Cuerpo de Ejército (Argentina)
El V Cuerpo de Ejército "Tte. Grl. Julio Argentino Roca" (Cpo Ej V) fue una gran unidad de batalla del Ejército Argentino con asiento de paz en Bahia Blanca y con dependencia orgánica del Comando en Jefe del Ejército o del Estado Mayor General del Ejército.
Como gran unidad con zona de responsabilidad en la Patagonia tuvo especial preponderancia durante la Guerra de las Malvinas de 1982 contra el Reino Unido, conformando el Teatro de Operaciones Malvinas (TOM) y luego el Teatro de Operaciones Sur (TOS).

## Historia
En 1960 el comando en jefe resolvió una reorganización del ejército, creando cinco cuerpos de ejército y eliminando los tres ejércitos. Fue creado el V Cuerpo con fecha 15 de diciembre de 1960 con comando en Bahia Blanca. Formaba con la 6.ª División de Ejército y la 9.ª División de Ejército con asiento respectivamente en Neuquén y Comodoro Rivadavia. En 1964 la superioridad resolvió sustituir las divisiones fueron por brigadas. Así, el V Cuerpo formaba con la VI Brigada de Infantería de Montaña y la IX Brigada de Infantería con asiento respectivamente en Neuquén y Comodoro Rivadavia.
Al producirse el alzamiento militar el 2 de abril de 1963 protagonizado por la Armada Nacional y comandado por el general Benjamín Menéndez, el comandante del V Cuerpo, general Eduardo Luchesi se trasladó a Neuquén, dejando las instalaciones en Bahia Blanca, que quedaron bajo control de la Infantería de Marina hasta el fin de las hostilidades.

### La "guerra sucia"

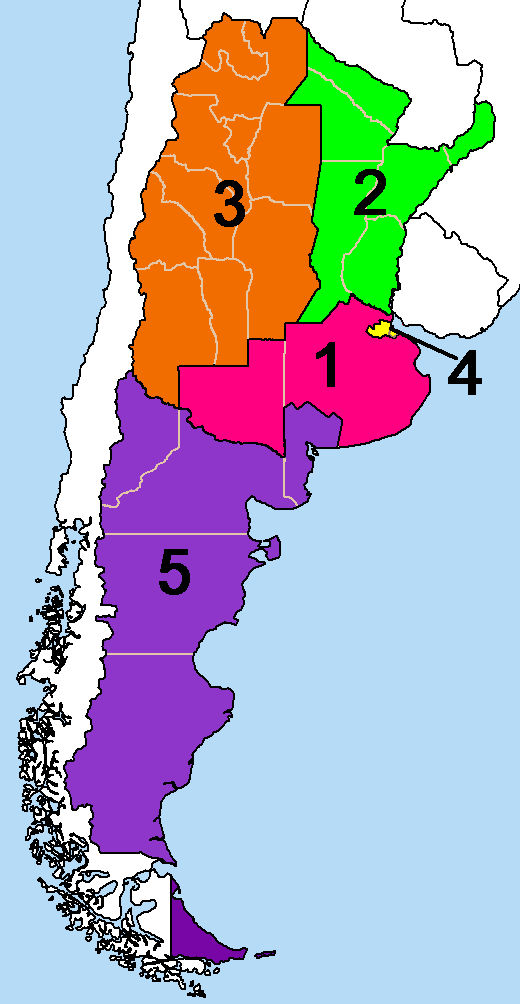
En color morado se distingue la jurisdicción de la Zona de Defensa V.

Por el Plan de Capacidades Marco Interno de 1972, el V Cuerpo asumió la conducción de la Zona de Defensa 5. Bajo la responsabilidad directa del Comando del V Cuerpo, funcionaron al menos cinco centros clandestinos de detención. En 1979, se separaron de su jurisdicción las provincias de Mendoza, San Luis y San Juan, que pasaron a la responsabilidad del IV Cuerpo.
El 15 de diciembre de 1975, murieron dos suboficiales de la Compañía Policía Militar 181 que se desplazaban en un vehículo militar fue objeto de un ataque de la guerrilla.

### Crisis de 1978
En 1978 se produjeron tensiones entre la Argentina y Chile, por lo que el V Cuerpo de Ejército puso atención en la frontera oeste del país. Se formó el Teatro de Operaciones Sur (TOS). Tenía a su cargo todo el territorio y todas las fuerzas desplegadas al sur del río Colorado.

### Guerra de las Malvinas
El comandante del Cpo Ej V general de división Osvaldo Jorge García asumió comandancia del Teatro de Operaciones Malvinas (TOM) embarcando en el destructor ARA Santísima Trinidad (D-2) de la Armada Argentina y su Estado Mayor en el ARA Almirante Irízar (Q-5). Cumplida la Operación Rosario, el Cte. asumió el Teatro de Operaciones Sur (TOS) con responsabilidad en el territorio continental, en defensa ante Chile.
La Compañía Policía Militar 181 (Ca PM 181) desembarcó en Port Stanley y quedó con destino hasta el fin de la guerra.

### Después de Malvinas
El 1 de enero de 2011, la ministra de Defensa Nilda Garré emitió la Resolución 1633/2010 por la cual constituyó la 3.ª División de Ejército eliminando al V Cuerpo de Ejército. La nueva división heredó la VI Brigada de Montaña, la IX Brigada Mecanizada, la X Brigada Mecanizada y la XI Brigada Mecanizada.

## Organización
Hacia 1976, el V Cuerpo estaba conformado por:
- Comando del V Cuerpo de Ejército
- VI Brigada de Infantería de Montaña
- IX Brigada de Infantería Mecanizada

En 1979, fue creada la Agrupación «Santa Cruz», que poco después se convirtió en la XI Brigada de Infantería Mecanizada.